# Rivière Compeau
Der Rivière Compeau ist ein etwa 58 km langer Zufluss der Ungava Bay in der kanadischen Provinz Québec.

## Flusslauf
Der Rivière Compeau entspringt westlich des Lac Gélinas, 61 km südsüdöstlich von Tasiujaq im Norden der Labrador-Halbinsel auf einer Höhe von 260 m. Er durchfließt die Tundralandschaft des Kanadischen Schildes in überwiegend nördlicher Richtung. Am Flusslauf liegen die langgestreckten Seen Lac Lacasse, Lacs Qamaniik, Lac Céline und Lac Larochelle. Der Rivière Compeau mündet schließlich in die Trading Post Cove, eine Seitenbucht des Ästuars des Rivière aux Feuilles an der Südwestküste der Ungava Bay. Etwa einen Kilometer oberhalb der Mündung trifft der Rivière Tasikkuminai linksseitig auf den Fluss. Weiter westlich befindet sich das Einzugsgebiet des Rivière Deharveng, weiter östlich das des Rivière Conefroy.